# David Drake
David Drake (Dubuque, 24 settembre 1945 – Silk Hope, 10 dicembre 2023) è stato uno scrittore di fantascienza statunitense.

## Biografia
Laureatosi con onore all'Università dell'Iowa in storia e latino, proseguì studiando legge alla Duke University School of Law. Dovette però interrompere gli studi per due anni a seguito della chiamata di arruolamento nell'Esercito degli Stati Uniti e l'invio sui fronti del Vietnam e della Cambogia durante la Guerra del Vietnam.
Completati gli studi, lavorò come avvocato e, assieme a Karl Edward Wagner e Jim Groce, diede vita ad una casa editoriale chiamata Carcosa. 
Come scrittore ottenne fama con la serie di fantascienza militare Hammer's Slammers iniziata nel 1979 e sviluppatasi attraverso dieci libri fino al 2002. La sua serie più ampia, articolata in nove opere, è Lord of the Isles dove fonde elementi della mitologia sumera con la tecnologia bellica medievale.
Drake collabora inoltre con altri autori quali, Karl Edward Wagner, S.M. Stirling e Eric Flint, a cui fornisce il canovaccio di una storia che viene poi sviluppata dall'altro scrittore.

## Opere tradotte in italiano
- Il colmo della fortuna (in I mille volti del terrore edizioni Newton Compton)
- Misure d'emergenza (n. 1085 della collana Segretissimo edizioni Mondadori)
- Alba eterna (in Abisso del Passato - Alba Eterna edizioni Urania)
- Una questione di scelta (in I signori della guerra edizioni Odissea)

## Premi e riconoscimenti
Nel 1993 è stato inserito in The Encyclopedia of Science Fiction.